# 児玉克雄
児玉 克雄（こだま かつお）は、日本の元アマチュア野球選手（投手）。

## 経歴・人物
浜田高校では、1970年夏の甲子園県予選の準決勝に進むが、安来高校に敗退。高校で1年下に梨田昌孝がいた。高校卒業後は、ティアックに入社した。熊谷組の補強選手として都市対抗野球へ出場するも登板はなし。チームの休部により、1975年から新日本製鐵光へ移籍した。
新日本製鐵光に在籍していた時に、1976年の第3回社会人野球日本選手権で大会優秀選手に選ばれた。翌1977年の第7回JABA徳山大会では、大会史上初のノーヒット・ノーランを達成した。同年のドラフト会議で中日ドラゴンズから6位指名を受けたが、入団を拒否し、チームに残留した。1979年の都市対抗野球では、三菱重工広島の補強選手として出場し、三菱重工広島の初優勝に貢献した。